# Julius Harris
Julius Harris (Filadelfia, 17 agosto 1923 – Woodland Hills, 17 ottobre 2004) è stato un attore statunitense.

## Filmografia parziale

### Cinema
- Detective G (Trouble Man), regia di Ivan Dixon (1972)
- Super Fly, regia di Gordon Parks Jr. (1972)
- Agente 007 - Vivi e lascia morire (Live and Let Die), regia di Guy Hamilton (1973)
- Black Caesar - Il Padrino nero (Black Caesar), regia di Larry Cohen (1973)
- Tommy Gibbs criminale per giustizia (Hell Up in Harlem), regia di Larry Cohen (1973)
- Il colpo della metropolitana (Un ostaggio al minuto) (The Taking of Pelham One Two Three), regia di Joseph Sargent (1974)
- Let's Do It Again, regia di Sidney Poitier (1975)
- King Kong, regia di John Guillermin (1976)
- Tutti colpevoli (A Gathering of Old Men), regia di Volker Schlöndorff (1987)
- Darkman, regia di Sam Raimi (1990)
- La banda dei Rollerboys (Prayer of the Rollerboys), regia di Rick King (1990)
- Harley Davidson & Marlboro Man (Harley Davidson and the Marlboro Man), regia di Simon Wincer (1991)
- Maniac Cop 3 - Il distintivo del silenzio (Maniac Cop III: Badge of Silence), regia di William Lustig (1992)

### Televisione
- N.Y.P.D. – serie TV, un episodio (1969)
- Ellery Queen – serie TV, episodio 1x08 (1975)
- Good Times – serie TV, un episodio (1976)
- La lunga notte di Entebbe (Victory at Entebbe), regia di Marvin J. Chomsky – film TV (1976)
- Kojak – serie TV, episodio 5x05 (1977)
- Sanford and Son – serie TV, un episodio (1977)
- L'incredibile Hulk (The Incredible Hulk) – serie TV, un episodio (1979)
- I Jefferson (The Jeffersons) – serie TV, un episodio (1984)
- La signora in giallo (Murder, She Wrote) – serie TV, episodio 8x06 (1991)
- E.R. - Medici in prima linea (ER) – serie TV, un episodio (1997)

## Doppiatori italiani
Nelle versioni in italiano delle opere in cui ha recitato, Julius Harris è stato doppiato da:
- Goffredo Matassi in La signora in giallo
- Carlo Alighiero in Agente 007 - Vivi e lascia morire
- Arnoldo Foà in Harley Davidson & Marlboro Man
- Glauco Onorato in Ellery Queen
- Sergio Fiorentini in King Kong
- Sandro Iovino in Darkman